# 런던 더블 헤더
런던 더블 헤더(London Double Header)는 2004년 시작한 아비바 프리미어십의 빅매치이다. 그레이터 런던을 연고로 하는 4팀(NEC 할리퀸스, 런던 아이리시, 런던 와스프스, 사라켄스가 트위크넘 경기장에서 연속해서 더블헤더 형태로 2경기 치루는 것을 의미하며 이들 중 한 팀이 강등 당한다면 리즈 카네기등 런던 외부의 팀이 참가하기도 한다.

## 2005년
- 할리퀸 F.C. 강등으로 인하여 리즈 타이크스 참가